# Римокатоличка црква Св. Ане у Купусини
Римокатоличка црква Св. Ане у Купусини је непокретно културно добро које се налази на територији општине Апатин, у Купусини, у улици Сомборски пут на броју 1. Црква је саграђена 1808. године.

## Историјат
У стилу класицизма Римокатоличка црква св. Ане у Купусини саграђена је 1808. године.
Током првих деценија 20. века следиле су обимне обнове и данашњи изглед цркве је резултат тих обнова. 

## Изглед цркве
Грађевина је монументална, са дубоким, полукружно завршеним олтарским простором, провоугаоном сакристијом на северној страни олтара и призиданим предворјем на улазном делу. Конструктивни склоп чине ободни зидови са масивним пиластрима изнутра и полукружним луцима који носе јастучасте сводове.
Фасаде су украшене плитким лезенама и плитким равним оквирима око отвора.
Почетком 20. века призидан је нижи анекс завршен двоструко извијеним забатом и налази се на западној фасади над којим се уздиже торањ.
Унутрашњост цркве је луковима подељена на три травеја и олтарски простор. Испод хора је улазни травеј са два бочна простора: на северу је Христов гроб а на југу капела. Пиластри на прелазу из наоса у ужи олтарски травеј су закошени и на њима су смештени бочни олтари цркве. Сви олтари су украшени обиљем архитектонских елемената којима доминирају канеларни стубови са јонским и коринтским капителима.
Олтарска пала на главном олтару "Св. Ана са Богородицом" је дело З. Грајца настало 1905. године.
На бочном олтару је слика "Исус и св. Јосиф", рад истог сликара из 1906. године, и "Исус са трновим венцем", рад бечког сликара Јозефа Кестлера из 1877. године.
Зидна декорација са бароконо-рокајним елементима и зидне слике рад су Рудолфа Удварија из четврте деценије 20. века.
Својом монументалношћу, конструктивним решењима, пропорцијским односима и комбинацијом стилова, споменик културе представља значајан пример црквене уметности прве половине 19. века.